# Hielke van Vliet
Hielke van Vliet (Amsterdam, 20 december 1917 - Loosdrecht, 20 maart 1945) was een Nederlandse verzetsstrijder in de Tweede Wereldoorlog. Hij werd geëxecuteerd wegens zijn betrokkenheid bij een wapendropping in de buurt van Lunteren.

## Levensloop
Van Vliet was de zoon van Hylke van Vliet en Sipkje Damsma. In 1928 verhuisde het gezin naar Bennekom. Van Vliet werkte waarschijnlijk voor een bank. Hij had een oudere broer, Sytse, die in maart 1942 als KNIL-soldaat overleed in Nederlands-Indië.
Van Vliet was aangesloten bij de verzetsgroep van Bart van Elst, die onder de Binnenlandse Strijdkrachten viel. In de nacht van 8 op 9 maart 1945 nam Van Vliet deel aan een wapendropping in de buurt van Lunteren. Hij werd samen met zeventien anderen gearresteerd. 
De arrestanten werden overgebracht naar De Wormshoef, het regionale hoofdkwartier van de Sicherheitsdienst. Zij werden daar met veel geweld ondervraagd en na een paar dagen getransporteerd naar Kamp Amersfoort als todeskandidat. Op 20 maart 1945 werden tien arrestanten, waaronder Van Vliet en vijf andere betrokkenen bij de wapendropping, met de bus vervoerd naar Loosdrecht. In de berm van de weg waar een week eerder een Duitse onderofficier was gedood werden zij geëxecuteerd.

## Persoonlijk
Van Vliet was getrouwd en had een zoon. Het lichaam van Van Vliet werd na de oorlog bijgezet in Het Mausoleum in Ede.